# Nerorgasmo (album)
Nerorgasmo è il primo e unico album in studio dei Nerorgasmo, pubblicato nel 1993 da El Paso Occupato in formato CD.

## Descrizione
L'album è stato registrato e mixato da Tino Paratore all'Acqualuce Studio di Alpignano e fa seguito al il primo EP omonimo di quattro pezzi, pubblicato su 7" nel 1985.

## Tracce
1. Nerorgasmo
2. Io sono la tua fine
3. Creatori falliti
4. Freccia
5. Nato morto
6. Giorno
7. Banchetto di lusso
8. Tutto uguale
9. Mai capirai
10. Spirale
11. Questo è quello che tu vuoi
12. Ansia
13. Nello specchio
14. Passione nera
15. Fuochi opposti
16. Io mi amo
17. Distruttore
18. Perdendo un amico

## Formazione
- Simone Cinotto - chitarra
- Luca Bortolusso - voce
- Marco Klemenz - basso
- Francesco "Picchio" Dilecce - batteria